# Eredivisie 2010–11
Giải bóng đá vô địch quốc gia Hà Lan 2010–11 là mùa giải thứ 55 của Giải bóng đá vô địch quốc gia Hà Lan kể từ khi thành lập năm 1955. Giải khởi tranh từ 6 tháng 8 năm 2010 với trận đấu đầu tiên và kết thúc vào 29 tháng 5 năm 2011 với trận đấu cuối cùng của play-off Giải đấu châu Âu và play-off xuống hạng. FC Twente là đương kim vô địch, sau khi giành chức vô địch Hà Lan đầu tiên ở mùa giải trước. Có tổng cộng 18 đội tham gia giải đấu.
Ajax giành chức vô địch thứ 30 sau khi đánh bại FC Twente 3–1 ngày 15 tháng 5 năm 2011.

## Đội bóng
| Câu lạc bộ      | Địa điểm   | Nhà sản xuất trang phục | Nhà tài trợ áo đấu                   | Sân vận động                  | Sức chứa |
| --------------- | ---------- | ----------------------- | ------------------------------------ | ----------------------------- | -------- |
| ADO Den Haag    | The Hague  | Hummel                  | Fit For Free Fitnesscentra           | Sân vận động Kyocera          | 15.000   |
| Ajax            | Amsterdam  | Adidas                  | Aegon                                | Amsterdam ArenA               | 52.960   |
| AZ              | Alkmaar    | Quick                   | Afas Software                        | Sân vận động AZ               | 17.150   |
| Excelsior       | Rotterdam  | Masita                  | DSW Zorgverzekeraar                  | Woudestein                    | 3.527    |
| Feyenoord       | Rotterdam  | Puma                    | ASR                                  | Sân vận động Feijenoord       | 48.750   |
| De Graafschap   | Doetinchem | kwd                     | Centric                              | De Vijverberg                 | 12.600   |
| Groningen       | Groningen  | Klupp                   | Noordlease                           | Euroborg                      | 22.700   |
| Heerenveen      | Heerenveen | Jako                    | Unive                                | Sân vận động Abe Lenstra      | 27.000   |
| Heracles Almelo | Almelo     | Jako                    | Ten Cate                             | Sân vận động Polman           | 8.500    |
| NAC Breda       | Breda      | Klupp                   | Sunweb Vakanties                     | Sân vận động Rat Verlegh      | 19.000   |
| NEC             | Nijmegen   | Nike                    | Curaçao                              | Sân vận động Goffert          | 12.470   |
| PSV             | Eindhoven  | Nike                    | Philips                              | Sân vận động Philips          | 35.250   |
| Roda JC         | Kerkrade   | Diadora                 | Accon AVM                            | Sân vận động Parkstad Limburg | 19.500   |
| Twente          | Enschede   | Diadora                 | Arke                                 | De Grolsch Veste              | 30.100   |
| Utrecht         | Utrecht    | Kappa                   | Phanos (từ tháng 3) Bank of Scotland | Sân vận động Galgenwaard      | 24.426   |
| Vitesse Arnhem  | Arnhem     | Klupp                   | Afab                                 | GelreDome                     | 28.000   |
| VVV-Venlo       | Venlo      | Masita                  | Seacon                               | De Koel                       | 8.000    |
| Willem II       | Tilburg    | Masita                  | Pondres                              | Sân vận động Koning Willem II | 14.637   |

### Thay đổi huấn luyện viên
| Đội bóng        | Huấn luyện viên đi | Hình thức đi                       | Ngày trống ghế       | Vị trí trên bảng xếp hạng | Huấn luyện viên đến                         | Ngày bổ nhiệm        | Vị trí trên bảng xếp hạng |
| --------------- | ------------------ | ---------------------------------- | -------------------- | ------------------------- | ------------------------------------------- | -------------------- | ------------------------- |
| FC Groningen    | Ron Jans           | Hết hợp đồng                       | 1 tháng 7 năm 2010   | Trước mùa giải            | Pieter Huistra                              | 1 tháng 7 năm 2010   | Trước mùa giải            |
| SC Heerenveen   | Jan Everse         | Hết hợp đồng                       | 1 tháng 7 năm 2010   | Trước mùa giải            | Ron Jans                                    | 1 tháng 7 năm 2010   | Trước mùa giải            |
| AZ              | Dick Advocaat      | Được ký hợp đồng bởi Russia        | 1 tháng 7 năm 2010   | Trước mùa giải            | Gertjan Verbeek                             | 1 tháng 7 năm 2010   | Trước mùa giải            |
| Heracles Almelo | Gertjan Verbeek    | Được ký hợp đồng bởi AZ            | 1 tháng 7 năm 2010   | Trước mùa giải            | Peter Bosz                                  | 1 tháng 7 năm 2010   | Trước mùa giải            |
| FC Twente       | Steve McClaren     | Được ký hợp đồng bởi VfL Wolfsburg | 1 tháng 7 năm 2010   | Trước mùa giải            | Michel Preud'homme                          | 1 tháng 7 năm 2010   | Trước mùa giải            |
| ADO Den Haag    | Maurice Steijn     | End of caretaker spell             | 1 tháng 7 năm 2010   | Trước mùa giải            | John van den Brom                           | 1 tháng 7 năm 2010   | Trước mùa giải            |
| Willem II       | Theo de Jong       | End of caretaker spell             | 1 tháng 7 năm 2010   | Trước mùa giải            | Gert Heerkes                                | 1 tháng 7 năm 2010   | Trước mùa giải            |
| NAC Breda       | Robert Maaskant    | Được ký hợp đồng bởi Wisła Kraków  | 21 tháng 8 năm 2010  | 17                        | John Karelse, Gert Aandewiel, Arno van Zwam | 21 tháng 8 năm 2010  | 13                        |
| Vitesse Arnhem  | Theo Bos           | Sa thải                            | 21 tháng 10 năm 2010 | 16                        | Albert Ferrer                               | 27 tháng 10 năm 2010 | 15                        |
| Ajax            | Martin Jol         | Từ chức                            | 6 tháng 12 năm 2010  | 4                         | Frank de Boer                               | 6 tháng 12 năm 2010  | 1                         |
| VVV-Venlo       | Jan van Dijk       | Sa thải                            | 20 tháng 12 năm 2010 | 17                        | Willy Boessen                               | 12 tháng 1 năm 2011  | 17                        |
| Willem II       | Gert Heerkes       | Contract disbanded                 | 15 tháng 4 năm 2011  | 18                        | John Feskens                                | 15 tháng 4 năm 2011  | 18                        |

## Bảng xếp hạng
| XH | Đội              | Tr | T  | H  | T  | BT | BB | HS  | Đ    | Lên hay xuống hạng                                   |
| -- | ---------------- | -- | -- | -- | -- | -- | -- | --- | ---- | ---------------------------------------------------- |
| 1  | Ajax (C)         | 34 | 22 | 7  | 5  | 72 | 30 | +42 | 73   | UEFA Champions League 2011–12 Group stage            |
| 2  | Twente           | 34 | 21 | 8  | 5  | 65 | 34 | +31 | 71   | UEFA Champions League 2011–12 Vòng loại thứ ba       |
| 3  | PSV              | 34 | 20 | 9  | 5  | 79 | 34 | +45 | 69   | UEFA Europa League 2011–12 Play-off round 1          |
| 4  | AZ               | 34 | 17 | 8  | 9  | 55 | 44 | +11 | 59   | UEFA Europa League 2011–12 Vòng loại thứ ba 1        |
| 5  | Groningen        | 34 | 17 | 6  | 11 | 65 | 52 | +13 | 57   | Đủ điều kiện tham dựPlay-off Giải đấu châu Âu        |
| 6  | Roda JC          | 34 | 14 | 13 | 7  | 65 | 50 | +15 | 55   | Đủ điều kiện tham dựPlay-off Giải đấu châu Âu        |
| 7  | ADO Den Haag (O) | 34 | 16 | 6  | 12 | 63 | 55 | +8  | 54   | Đủ điều kiện tham dựPlay-off Giải đấu châu Âu        |
| 8  | Heracles         | 34 | 14 | 7  | 13 | 65 | 56 | +9  | 49   | Đủ điều kiện tham dựPlay-off Giải đấu châu Âu        |
| 9  | Utrecht          | 34 | 13 | 8  | 13 | 55 | 51 | +4  | 47   |                                                      |
| 10 | Feyenoord        | 34 | 12 | 8  | 14 | 53 | 54 | −1  | 44   |                                                      |
| 11 | NEC              | 34 | 10 | 13 | 11 | 57 | 56 | +1  | 43   |                                                      |
| 12 | Heerenveen       | 34 | 10 | 11 | 13 | 60 | 54 | +6  | 41   |                                                      |
| 13 | NAC Breda        | 34 | 12 | 5  | 17 | 44 | 60 | −16 | 0402 |                                                      |
| 14 | De Graafschap    | 34 | 9  | 11 | 14 | 31 | 56 | −25 | 38   |                                                      |
| 15 | Vitesse Arnhem   | 34 | 9  | 8  | 17 | 42 | 61 | −19 | 35   |                                                      |
| 16 | Excelsior (O)    | 34 | 10 | 5  | 19 | 45 | 66 | −21 | 35   | Đủ điều kiện tham dựPlay-off xuống hạng              |
| 17 | VVV-Venlo (O)    | 34 | 6  | 3  | 25 | 34 | 76 | −42 | 21   | Đủ điều kiện tham dựPlay-off xuống hạng              |
| 18 | Willem II (R)    | 34 | 3  | 6  | 25 | 37 | 98 | −61 | 15   | Xuống chơi tạiGiải bóng đá hạng nhất quốc gia Hà Lan |

Nguồn: eredivsie.nl (tiếng Hà Lan)
Quy tắc xếp hạng: 1. Điểm; 2. Hiệu số bàn thắng; 3. Số bàn thắng.
1Vì cả hai đội lọt vào chung kết Cúp bóng đá Hà Lan 2010–11, Twente và Ajax, lọt vào Champions League, allocation của UEFA Europa League 2011–12 spots was based upon the final league standings, with the cup-winners spot going to the third-placed team và regular spots available through league placement awarded to the next best teams below.
2NAC Breda bị trừ 1 điểm because they were late with payment obligations to Contractspelers Fonds KNVB (CFK).
(VĐ) = Vô địch; (XH) = Xuống hạng; (LH) = Lên hạng; (O) = Thắng trận Play-off; (A) = Lọt vào vòng sau. 
Chỉ được áp dụng khi mùa giải chưa kết thúc: 
(Q) = Lọt vào vòng đấu cụ thể của giải đấu đã nêu; (TQ) = Giành vé dự giải đấu, nhưng chưa tới vòng đấu đã nêu.

## Kết quả
| Nhà \ Khách[1] | ADO | AJX | AZ  | EXC | FEY  | GRA | GRO | HEE | HER | NAC | NEC | PSV | RJC | TWE | UTR | VIT | VVV | WIL |
| ADO Den Haag   |     | 3–2 | 0–2 | 2–1 | 2–2  | 2–2 | 2–4 | 3–1 | 3–2 | 3–0 | 5–1 | 2–2 | 1–3 | 1–2 | 1–0 | 1–0 | 3–0 | 2–1 |
| Ajax           | 0–1 |     | 4–0 | 4–1 | 2–0  | 2–0 | 2–0 | 3–1 | 3–0 | 3–0 | 1–1 | 0–0 | 3–0 | 3–1 | 1–2 | 4–2 | 1–0 | 2–0 |
| AZ             | 3–1 | 2–0 |     | 1–1 | 2–1  | 5–1 | 1–1 | 2–2 | 2–1 | 1–1 | 2–2 | 0–4 | 1–2 | 2–1 | 1–0 | 3–1 | 6–1 | 3–0 |
| Excelsior      | 1–5 | 2–2 | 2–1 |     | 3–2  | 0–0 | 2–2 | 0–2 | 2–1 | 1–3 | 4–2 | 2–3 | 1–2 | 0–2 | 3–1 | 0–2 | 1–0 | 4–0 |
| Feyenoord      | 2–1 | 1–2 | 0–1 | 1–0 |      | 0–1 | 5–1 | 2–2 | 2–1 | 2–1 | 1–1 | 3–1 | 1–1 | 0–1 | 3–1 | 4–0 | 3–0 | 6–1 |
| De Graafschap  | 1–0 | 0–5 | 2–1 | 3–0 | 1–1  |     | 1–1 | 3–2 | 1–1 | 1–3 | 1–4 | 0–0 | 3–1 | 1–1 | 0–0 | 1–1 | 1–0 | 2–1 |
| Groningen      | 3–1 | 2–2 | 2–0 | 2–0 | 2–0  | 2–1 |     | 1–0 | 1–4 | 2–1 | 3–1 | 0–0 | 1–4 | 1–2 | 1–0 | 4–1 | 3–2 | 7–1 |
| Heerenveen     | 0–0 | 1–2 | 0–2 | 2–3 | 0–1  | 4–0 | 1–4 |     | 3–2 | 3–1 | 0–0 | 1–3 | 2–2 | 6–2 | 3–0 | 2–1 | 2–0 | 5–0 |
| Heracles       | 3–0 | 1–4 | 0–0 | 4–1 | 1–1  | 2–0 | 3–0 | 4–2 |     | 4–1 | 3–2 | 0–2 | 1–0 | 0–0 | 2–1 | 6–1 | 2–2 | 3–0 |
| NAC Breda      | 3–2 | 0–3 | 1–1 | 1–2 | 2–0  | 2–0 | 0–1 | 0–2 | 1–2 |     | 2–0 | 4–2 | 1–2 | 2–1 | 3–1 | 1–1 | 2–0 | 2–1 |
| NEC            | 1–1 | 1–2 | 0–1 | 2–0 | 3–0  | 1–0 | 3–2 | 2–2 | 1–1 | 2–2 |     | 2–2 | 5–0 | 2–4 | 1–1 | 0–0 | 1–0 | 3–1 |
| PSV            | 0–1 | 0–0 | 3–1 | 4–2 | 10–0 | 6–0 | 1–1 | 2–2 | 5–2 | 4–1 | 3–1 |     | 3–1 | 0–1 | 1–0 | 2–1 | 3–0 | 2–1 |
| Roda JC        | 1–1 | 2–2 | 1–2 | 3–0 | 3–0  | 1–1 | 1–0 | 0–0 | 4–2 | 5–1 | 1–1 | 0–0 |     | 0–0 | 1–1 | 4–1 | 5–2 | 2–2 |
| Twente         | 3–2 | 2–2 | 1–2 | 2–1 | 2–1  | 2–0 | 4–2 | 0–0 | 5–0 | 2–0 | 1–1 | 2–0 | 1–1 |     | 4–0 | 1–0 | 2–1 | 4–0 |
| Utrecht        | 2–3 | 3–0 | 5–1 | 2–0 | 0–4  | 2–2 | 1–0 | 2–1 | 1–1 | 3–1 | 4–0 | 1–2 | 1–1 | 1–1 |     | 4–2 | 3–2 | 3–0 |
| Vitesse Arnhem | 3–1 | 0–1 | 1–1 | 1–4 | 1–1  | 2–0 | 2–1 | 1–1 | 2–0 | 0–0 | 2–1 | 0–2 | 5–2 | 0–3 | 1–4 |     | 2–0 | 0–0 |
| VVV-Venlo      | 2–3 | 0–2 | 0–1 | 1–0 | 3–2  | 1–0 | 3–5 | 2–2 | 1–0 | 3–0 | 1–4 | 0–3 | 0–4 | 1–2 | 1–2 | 1–5 |     | 0–0 |
| Willem II      | 2–4 | 1–3 | 2–1 | 1–1 | 1–1  | 0–1 | 0–3 | 4–3 | 2–6 | 0–1 | 3–5 | 2–4 | 4–5 | 1–3 | 3–3 | 1–0 | 1–4 |     |

Cập nhật lần cuối: 15 tháng 5 năm 2011.
Nguồn: news.bbc.co.uk
1 ^ Đội chủ nhà được liệt kê ở cột bên tay trái.
Màu sắc: Xanh = Chủ nhà thắng; Vàng = Hòa; Đỏ = Đội khách thắng.

## Play-off

### Giải đấu châu Âu
Các đội từ thứ 5 đến thứ 8 tham dự một giải đấu play-off tranh một suất vào vòng loại thứ hai của UEFA Europa League 2011–12.

#### Bán kết
| Đội 1        | TTS     | Đội 2     | Lượt đi | Lượt về |
| ------------ | ------- | --------- | ------- | ------- |
| Heracles     | 4–4 (a) | Groningen | 3–2     | 1–2     |
| ADO Den Haag | 6–3     | Roda JC   | 4–2     | 2–1     |

#### Chung kết
| Đội 1        | TTS          | Đội 2        | Lượt đi | Lượt về |
| ------------ | ------------ | ------------ | ------- | ------- |
| ADO Den Haag | 6–6 (p. 4–3) | FC Groningen | 5–1     | 1–5     |

### Xuống hạng
Excelsior và VVV-Venlo cùng với các đội bóng tại Giải bóng đá hạng nhất quốc gia Hà Lan thi đấu play-off, sau khi về đích thứ 16 và 17 tại Giải bóng đá vô địch quốc gia Hà Lan.

#### Vòng 1
| Đội 1           | TTS | Đội 2     | Lượt đi | Lượt về |
| --------------- | --- | --------- | ------- | ------- |
| Volendam        | 5–2 | MVV       | 3–2     | 2–0     |
| Go Ahead Eagles | 1–3 | Den Bosch | 0–1     | 1–2     |

#### Vòng 2
| Đội 1     | TTS          | Đội 2         | Lượt đi | Lượt về |
| --------- | ------------ | ------------- | ------- | ------- |
| Volendam  | 1−4          | VVV-Venlo     | 1−2     | 0−2     |
| Cambuur   | 3−3 (p. 6–7) | Zwolle        | 2−1     | 1−2     |
| Veendam   | 3−4          | Helmond Sport | 3−3     | 0−1     |
| Den Bosch | 4−6          | Excelsior     | 3−3     | 1−3     |

#### Vòng 3
| Đội 1         | TTS | Đội 2     | Lượt đi | Lượt về |
| ------------- | --- | --------- | ------- | ------- |
| Zwolle        | 3–4 | VVV-Venlo | 1−2     | 2–2     |
| Helmond Sport | 3−9 | Excelsior | 1−5     | 2−4     |

VVV-Venlo và Excelsior sẽ thi đấu ở Giải bóng đá vô địch quốc gia Hà Lan 2011–12.

## Cầu thủ ghi nhiều bàn thắng nhất
Nguồn: Giải bóng đá vô địch quốc gia Hà Lan (official site) (tiếng Hà Lan), Soccerway, ESPN Soccernet Lưu trữ ngày 2 tháng 1 năm 2013 tại archive.today
| Vị thứ | Cầu thủ               | Câu lạc bộ | Số bàn thắng |
| ------ | --------------------- | ---------- | ------------ |
| 1      | Björn Vleminckx       | NEC        | 23           |
| 2      | Dmitri Bulykin        | ADO        | 21           |
| 3      | Mads Junker           | Roda JC    | 20           |
| 4      | Tim Matavž            | Groningen  | 16           |
| 4      | Balázs Dzsudzsák      | PSV        | 16           |
| 6      | Kolbeinn Sigþórsson   | AZ         | 15           |
| 6      | Luc Castaignos        | Feyenoord  | 15           |
| 6      | Everton               | Heracles   | 15           |
| 6      | Ola Toivonen          | PSV        | 15           |
| 6      | Ricky van Wolfswinkel | Utrecht    | 15           |